# Ouro-Ahidjo
Ouro-Ahidjo est une commune située dans le département de Seytenga, dans la province du Séno, région du Sahel, au Burkina Faso.